# Дукара, Сулейман
Сулейман Дукара (фр. Souleymane Doukara; род. 29 сентября 1991, Мёдон) — сенегальский футболист, нападающий клуба «Обань». Выступал в национальной сборной Мавритании.

## Карьера

### Начало карьеры
Сулейман Дукара родился во Франции в семье иммигрантов из Сенегала, поэтому он обладает гражданством как Сенегала, так и Франции, но считает себя именно сенегальцем. Карьера футболиста для 16-летнего Дукара началась в итальянском клубе «Ровиго» (Д4) из области Венеция в 2008 году. В том сезоне он провел 7 матчей, приглянулся скаутам «Милана» и его пригласили в стан «россонери» на просмотр. Он сыграл за молодёжную команду «Милана» на одном из товарищеских турниров, но те решили не подписывать его.
Первая попытка попасть в клуб с именем окончилась неудачей и Сулейман вернулся в родной «Ровиго». Сезон 2009/10 он начал игроком основного состава и записал в свой актив 36 матчей. Снова интерес к Дукара, на этот раз из швейцарского «Грассхоппера», но до заключения контракта дело снова не дошло.
Летом 2011 «Ровиго» финишировал на дне турнирной таблицы четвёртого дивизиона из-за финансовых проблем и был признан банкротом. Всего за «Ровиго» футболист провел 75 матчей в которых забил 13 голов. Дукара был вынужден перебраться в «Вибонезе», который играл все в том же четвёртом дивизионе. Этот переход стал прорывом для футболиста — он провел 37 из 42 игр в сезоне 2011/12 и отличился 13 раз.

### Катания и аренды
Успешная игра привлекла внимание скаутов из Серии А и в итоге права на футболиста перед сезоном 2012/13 выкупила «Катания». Конечно, футболисту крайне сложно было с ходу закрепиться в основе клуба после четвёртой лиги и он выходил преимущественно на замены, приняв участие в 15 матчах за сезон и проведя на поле в общей сложности порядка 350 минут.
Следующий сезон Дукара также начал игроком «Катании» и даже успел принять участие в матче против «Интера», однако на уже следующий день был отправлен в аренду в «Юве Стабия» (Д2), за который сыграл в 21 матче, забил 6 мячей, однако это не спасло клуб от вылета из Серии Б с последнего места.
12 июля 2014 года было официально объявлено, что игрок перешёл в английский «Лидс Юнайтед» (Д2) на один сезон по договору аренды с возможностью приоритетного выкупа.

## Международная карьера
Футболист мечтал выступать за сборную Сенегала, однако так как сам игрок также имеет мавританские корни, то в 2021 году получил приглашение в сборную Мавритании для участия в Кубке африканских наций 2021. Дебютировал за сборную 30 декабря 2021 года в товарищеском матче против сборной Буркина-Фасо.